# デズモンド・T・ドス
デズモンド・トーマス・ドス （Desmond Thomas Doss、1919年2月7日 - 2006年3月23日）は、アメリカ合衆国の軍人。バージニア州リンチバーグ出身。第二次世界大戦で衛生兵として活躍し、良心的兵役拒否者としては史上初めてアメリカ軍人最高位の名誉勲章（メダル・オブ・オナー）を受章した。

## 経歴

### 生い立ち
1919年2月7日、デズモンド・トーマス・ドスはアメリカ合衆国東部のバージニア州リンチバーグで生まれた。父親のウィリアム・トーマス・ドス（William Thomas Doss ）は大工だった。母親のバーサ・エドワード・ドス（Bertha Edward Doss ）の旧姓はオリヴァー（Oliver ）といい、家事のかたわら靴工場で働いていた。母親は彼を敬虔なセブンスデー・アドベンチスト教会（安息日再臨派）信徒として育て上げ、安息日遵守、非暴力、菜食主義の生活習慣を身につけさせた。
デズモンド・T・ドスは、リンチバーグのフェアビュー・ハイツ地区（Fairview Heights area ）で姉のオードリー（Audrey ）と弟のハロルド（Harold ）とともに成長期を過ごした。彼はパーク・アベニュー・セブンスデー・アドベンチスト教会学校（Park Avenue Seventh-day Adventist Church school ）に第8学年まで通い、その後はリンチバーグ木材会社（Lynchburg Lumber Company ）で職を見つけ、世界恐慌下、家族を支えた。

### 第二次世界大戦
第二次世界大戦が勃発したとき、デズモンド・T・ドスはバージニア州ニューポートニューズにある造船所で家具職人として働いていた。造船所の仕事に就いていた彼は兵役の猶予が認められていたが、1942年4月1日、バージニア州リー駐屯地で兵役に就いた。彼はサウスカロライナ州のジャクソン要塞に送られ、再編された第77歩兵師団で教練を受けることとなった。一方、弟のハロルドは、駆逐-機雷敷設艦リンジーで船上勤務に就いていた。デズモンド・T・ドスは、セブンスデー・アドベンチスト教会信徒としての信仰上の理由から、敵兵を殺すことも武器を携行して戦闘に臨むことも拒絶した。その結果、第77歩兵師団第307歩兵連隊第1大隊B中隊第2小隊に衛生兵として配属された。
1944年、ドスは小隊とともにグアムの戦い、フィリピン諸島の戦いに臨み、戦闘下での負傷兵の救護によりブロンズスターメダルを受章した。翌1945年の沖縄戦前田高地の戦いでは、現在の浦添市に所在する、第96歩兵師団により「ハクソー・リッジ」（Hacksaw Ridge、「弓鋸尾根」の意）と通称された前田高地の断崖上において、75人もの負傷兵の命を救った。沖縄でドス自身も4度にわたり負傷し、1945年5月21日、病院船マーシーで後方へ送られた。その結果、ドスは沖縄での功績が認められ、終戦後の1945年10月12日に良心的兵役拒否者として史上初めて名誉勲章（メダル・オブ・オナー）を授与された。また第二次世界大戦を通じて名誉勲章を受章した良心的兵役拒否者も彼が唯一である。

### 戦後
戦争が終わった後、デズモンド・T・ドスはまず大工仕事の再開を考えていたが、戦傷で残った腕全体へのダメージが元で断念せざるを得なかった。1946年、レイテ島で感染した結核が発症した。彼は5年半にわたる治療を受けたが、片側の肺と肋骨5本を失い、1951年8月に退院したときには障害の度合いが90%になっていた。ドスは軍の治療を継続したが、1976年、抗生物質の過剰摂取により完全に聴覚を失ってしまった。障害の度合いは100%となった。1988年、人工内耳の埋込手術を受け、聴覚を取り戻すことができた。深刻な体の状況だったが、ジョージア州ライジング・フォーンにある小さな農場でなんとか家族を養った。
ドスは、1942年8月17日、ドロシー・シュッテ（Dorothy Schutte ）と結婚し、1946年、一人息子のデズモンド・“トミー”・ドス・ジュニア（Desmond "Tommy" Doss Jr. ）が生まれた。1991年11月17日、ドロシーが自動車事故で死亡した。1993年7月1日、ドスはフランシス・デューマン（Frances Duman ）と再婚した。
ドスは、呼吸困難で入院生活を送ったのち、2006年3月23日、アラバマ州ピードモントの自宅で死去した。享年87歳であった。遺体は、同年4月3日、テネシー州チャタヌーガにあるチャタヌーガ国立墓地に埋葬された。
大戦中のドスの奇跡的な行為は、長く人々の記憶に残った。人々はドスを称賛し、彼にちなんだ名前を道路や建物に付けたり、像を建立したりした。
また、ドスの奇跡は映画や書籍の題材となった。ドスを主人公とした2016年公開の映画『ハクソー・リッジ』は、2017年の第89回アカデミー賞で録音賞と編集賞を受賞した。

## デズモンド・T・ドスを題材とした作品

### 漫画
- ダグ・マレー 『メダル・オブ・オナー・スペシャル』（1994年）

### 映画
- テリー・ベネディクト監督 『ザ・コンシエンシャス・オブジェクター』（2004年）
- メル・ギブソン監督 『ハクソー・リッジ』（2017年） - 演：アンドリュー・ガーフィールド